# Сосна Сабіна
Сосна Сабіна (Pinus sabiniana) — вид сосни роду сосна (Pinus) родини соснових (Pinaceae).

## Опис
Дерево Pinus sabiniana зазвичай виростає до 11-14 м, але може досягати 32 м у висоту. Хвоя сосни зібрана в пучок по три, сіро-зелена, і виросте до 20-30 сантиметрів (7.9-12) в довжину. Шишки великі і важкі, 12-35 см (4.7-14) в довжину і майже так само ширину. Чоловічі шишки ростуть біля основи пагонів на нижніх гілках.

## Поширення
Країни зростання:
США: Каліфорнія (нижні частини схилів і гір навколо), Орегон.

## Народні назви
| Народні назви       | Мова             | Країна   |
| ------------------- | ---------------- | -------- |
| Bull pine           | Eng              | USA      |
| Gray pine           | Eng              | USA      |
| Grey-leaf pine      | Eng              | GBR      |
| Digger pine         | Eng (deprecated) | GBR, USA |
| pin de Sabine       | Fre              | FRA      |
| pin des Sagnes      | Fre              | FRA      |
| pin sabine          | Fre              | FRA      |
| Nuß-Kiefer          | Ger              | DEU      |
| Sabines Kiefer      | Ger              | DEU      |
| Weiß-Kiefer         | Ger              | DEU      |
| Karmos mandulafenyo | Hun              | HUN      |
| Pino di Sabine      | Ita              | ITA      |

## Фотогалерея

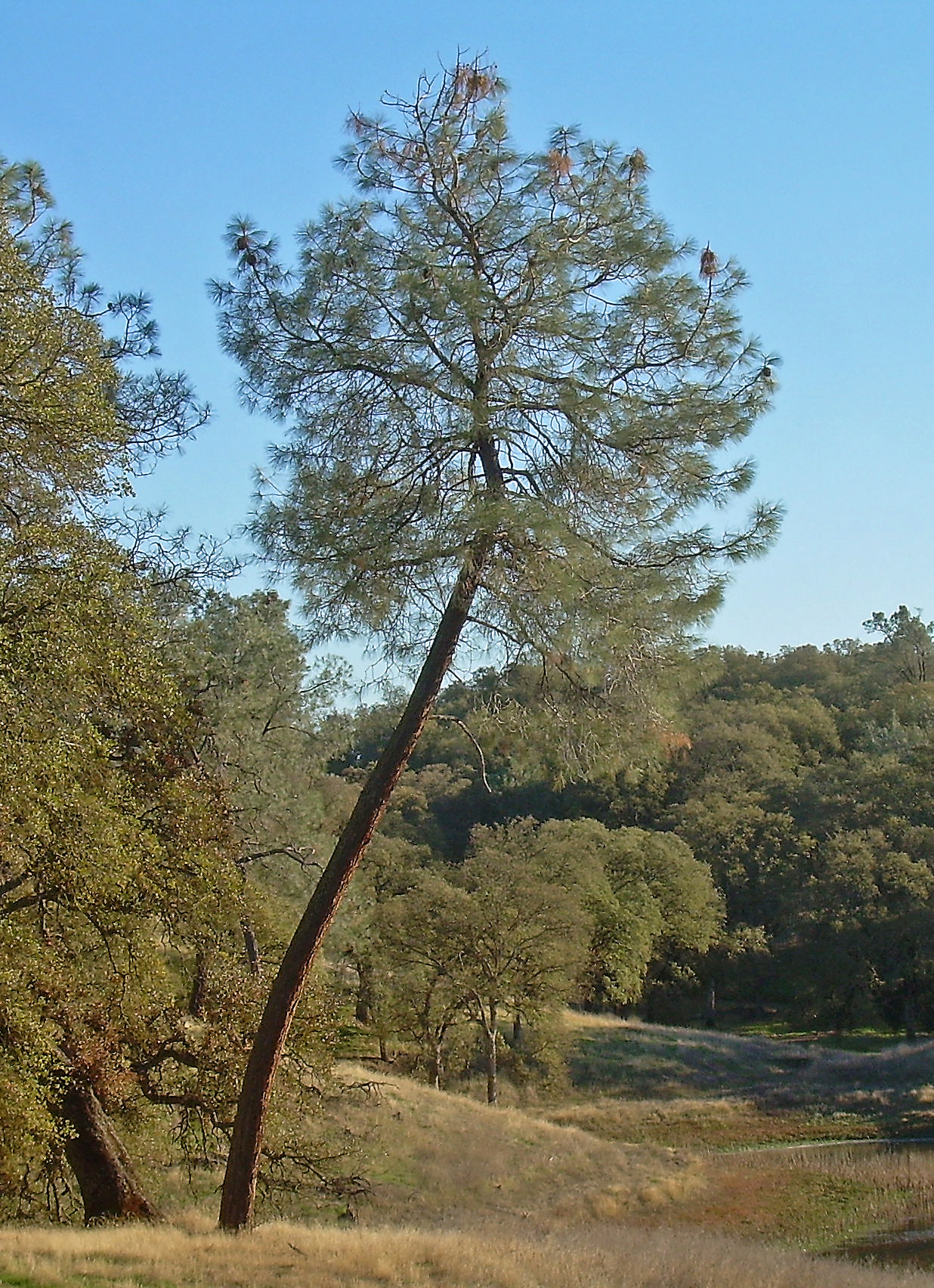
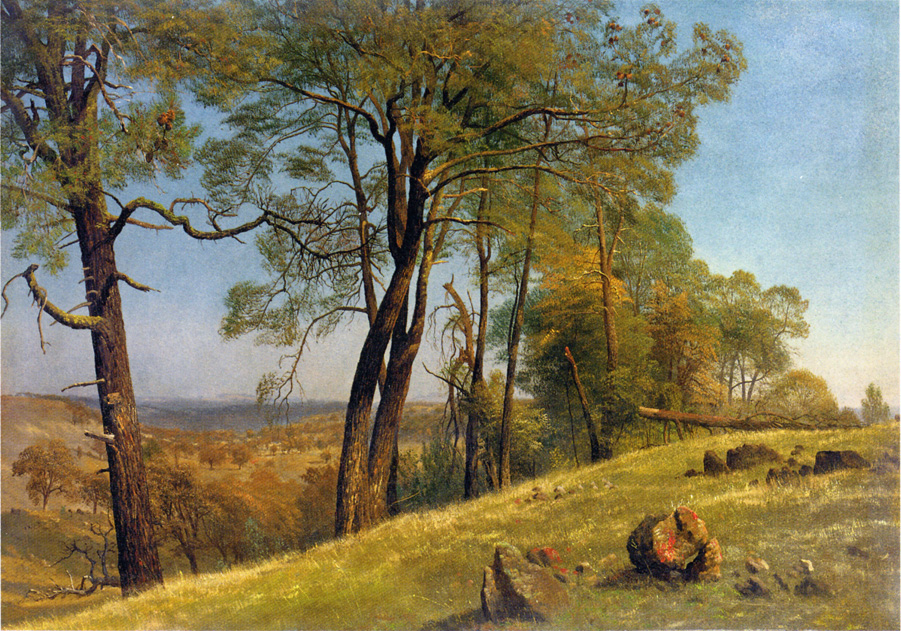
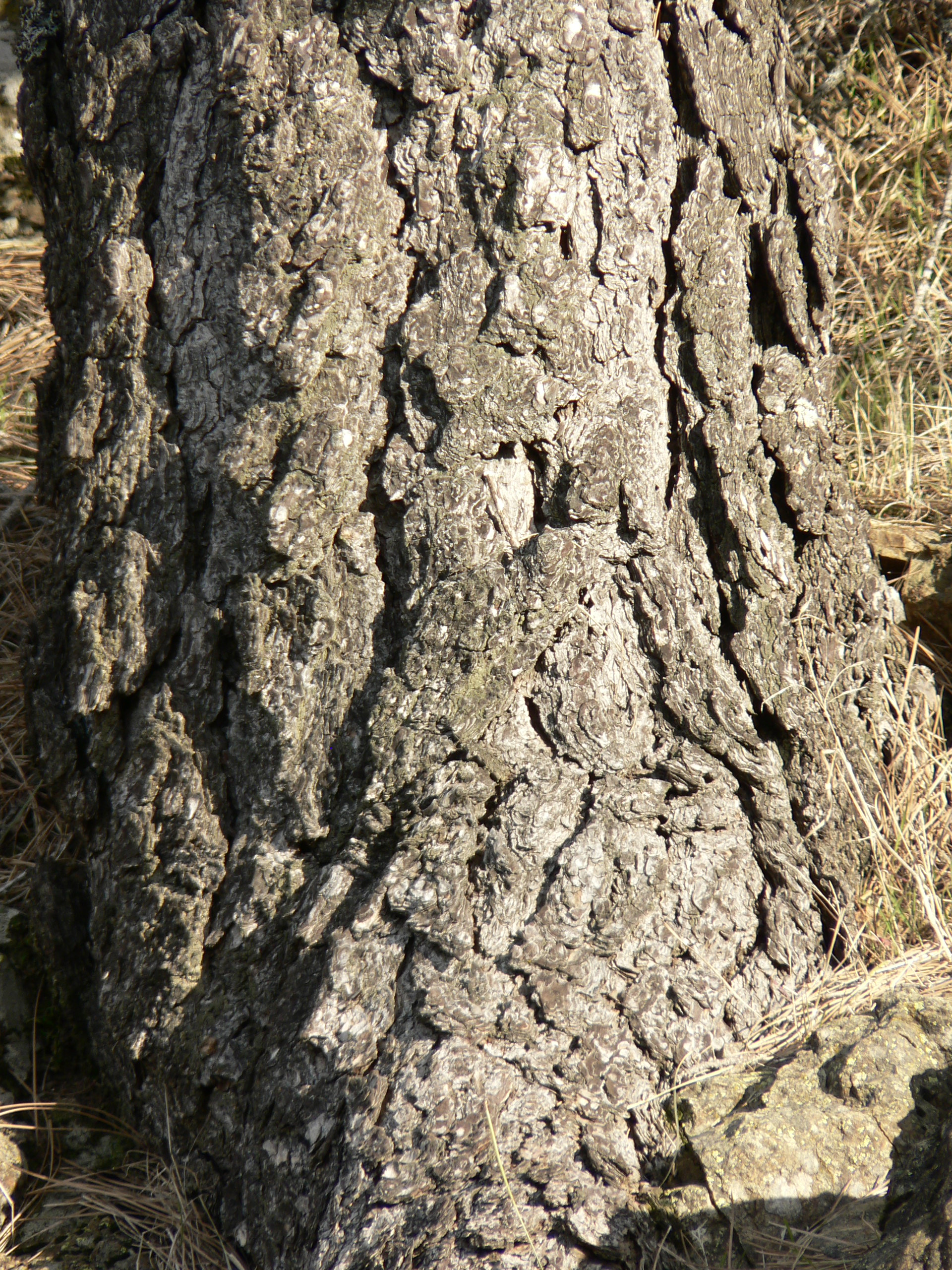
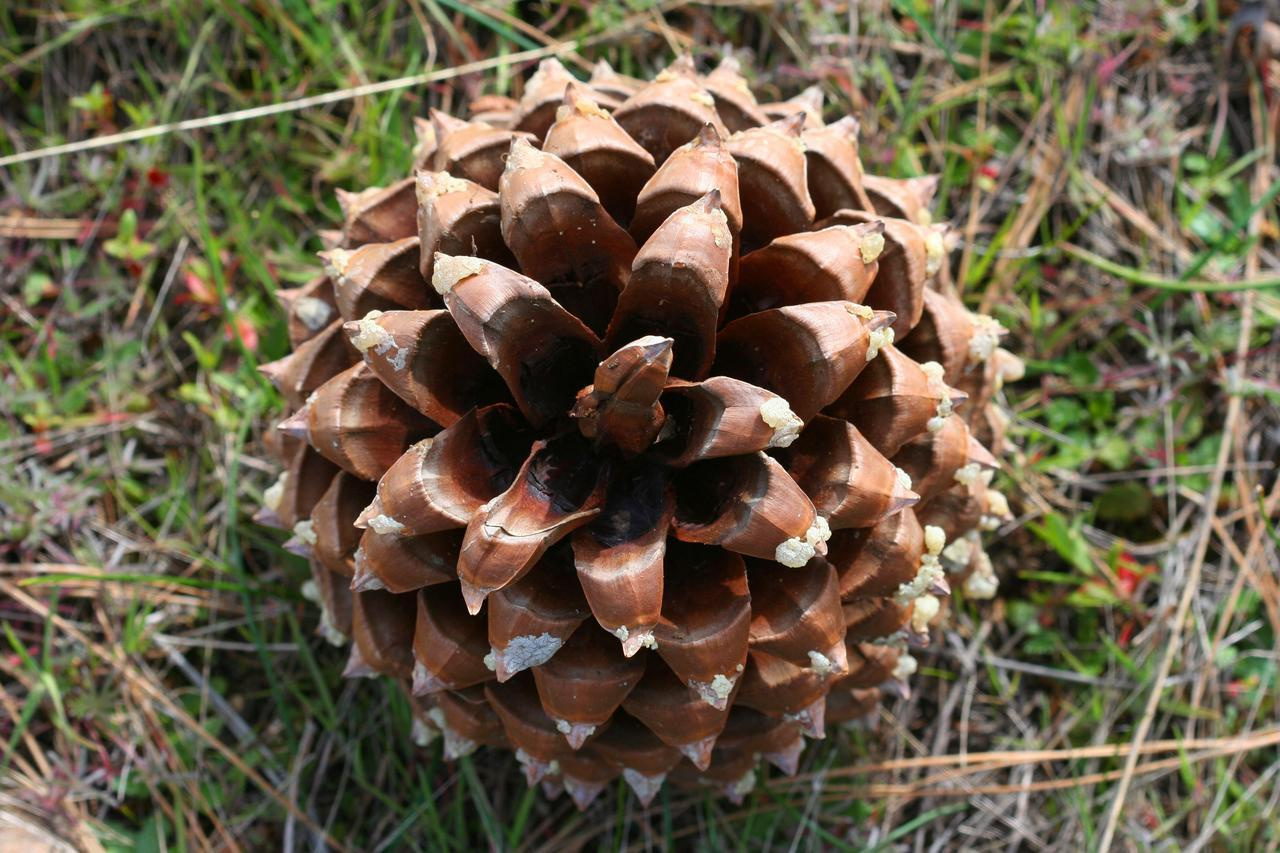

| Соснові | Це незавершена стаття про родину соснові. Ви можете допомогти проєкту, виправивши або дописавши її. |